# Partido Popular Sueco da Finlândia
O Partido Popular Sueco da Finlândia (em sueco Svenska folkpartiet, SFP e em finlandês Ruotsalainen kansanpuolue, RKP) é um partido político liberal que tem como objetivo defender os interesses da minoria falante de sueco na Finlândia. O partido é membro da Internacional Liberal e do Partido da Aliança dos Liberais e Democratas.

## Resultados eleitorais

### Eleições legislativas
| Data | CI. | Votos   | %            | +/-     | Deputados | +/-     | Status   |
| ---- | --- | ------- | ------------ | ------- | --------- | ------- | -------- |
| 1919 | 5.º | 116 582 | 12,1 / 100,0 |         | 22 / 200  |         | Oposição |
| 1922 | 5.º | 107 414 | 12,4 / 100,0 | 0,3     | 25 / 200  | 3       | Oposição |
| 1924 | 4.º | 105 733 | 12,0 / 100,0 | 0,3     | 23 / 200  | 2       | Governo  |
| 1927 | 4.º | 111 005 | 12,2 / 100,0 | 0,2     | 24 / 200  | 1       | Oposição |
| 1929 | 5.º | 108 886 | 11,4 / 100,0 | 0,8     | 23 / 200  | 1       | Oposição |
| 1930 | 4.º | 113 318 | 10,0 / 100,0 | 1,4     | 20 / 200  | 3       | Governo  |
| 1933 | 4.º | 115 433 | 10,4 / 100,0 | 0,4     | 21 / 200  | 1       | Governo  |
| 1936 | 3.º | 131 440 | 11,2 / 100,0 | 0,8     | 21 / 200  | Estável | Oposição |
| 1939 | 4.º | 124 720 | 9,6 / 100,0  | 1,6     | 18 / 200  | 3       | Governo  |
| 1945 | 5.º | 134 106 | 7,9 / 100,0  | 1,7     | 14 / 200  | 4       | Governo  |
| 1948 | 5.º | 137 981 | 7,3 / 100,0  | 0,6     | 13 / 200  | 1       | Oposição |
| 1951 | 5.º | 131 719 | 7,3 / 100,0  | Estável | 14 / 200  | 1       | Governo  |
| 1954 | 6.º | 135 768 | 6,8 / 100,0  | 0,5     | 12 / 200  | 2       | Governo  |
| 1958 | 5.º | 126 365 | 6,5 / 100,0  | 0,3     | 13 / 200  | 1       | Governo  |
| 1962 | 6.º | 140 689 | 6,1 / 100,0  | 0,4     | 13 / 200  | Estável | Governo  |
| 1966 | 6.º | 134 832 | 5,7 / 100,0  | 0,4     | 11 / 200  | 2       | Oposição |
| 1970 | 7.º | 135 465 | 5,3 / 100,0  | 0,4     | 11 / 200  | Estável | Governo  |
| 1972 | 7.º | 130 407 | 5,1 / 100,0  | 0,2     | 9 / 200   | 2       | Oposição |
| 1975 | 5.º | 128 211 | 4,7 / 100,0  | 0,4     | 9 / 200   | Estável | Governo  |
| 1979 | 7.º | 122 418 | 4,2 / 100,0  | 0,5     | 9 / 200   | Estável | Governo  |
| 1983 | 6.º | 137 423 | 4,6 / 100,0  | 0,4     | 10 / 200  | 1       | Governo  |
| 1987 | 6.º | 152 597 | 5,3 / 100,0  | 0,7     | 12 / 200  | 2       | Governo  |
| 1991 | 6.º | 149 476 | 5,5 / 100,0  | 0,2     | 11 / 200  | 1       | Governo  |
| 1995 | 6.º | 142 874 | 5,1 / 100,0  | 0,4     | 11 / 200  | Estável | Governo  |
| 1999 | 6.º | 137 330 | 5,1 / 100,0  | Estável | 11 / 200  | Estável | Governo  |
| 2003 | 7.º | 128 824 | 4,6 / 100,0  | 0,5     | 8 / 200   | 3       | Governo  |
| 2007 | 7.º | 126 520 | 4,6 / 100,0  | Estável | 9 / 200   | 1       | Governo  |
| 2011 | 7.º | 125 785 | 4,3 / 100,0  | 0,3     | 9 / 200   | Estável | Governo  |
| 2015 | 7.º | 144 802 | 4,9 / 100,0  | 0,6     | 9 / 200   | Estável | Oposição |
| 2019 | 7.º | 139 428 | 4,5 / 100,0  | 0,4     | 9 / 200   | Estável | Governo  |

### Eleições europeias
| Data | CI. | Votos   | %           | +/- | Deputados | +/-     |
| ---- | --- | ------- | ----------- | --- | --------- | ------- |
| 1996 | 6.º | 129 425 | 5,8 / 100,0 |     | 1 / 16    |         |
| 1999 | 6.º | 84 153  | 6,8 / 100,0 | 1,0 | 1 / 16    | Estável |
| 2004 | 6.º | 94 326  | 5,7 / 100,0 | 1,1 | 1 / 14    | Estável |
| 2009 | 6.º | 101 453 | 6,1 / 100,0 | 0,4 | 1 / 13    | Estável |
| 2014 | 7.º | 116 747 | 6,8 / 100,0 | 0,7 | 1 / 13    | Estável |
| 2019 | 7.º | 116 033 | 6,4 / 100,0 | 0,4 | 1 / 13    | Estável |